# Aetrocantha falkensteini
Aetrocantha falkensteini là một loài nhện trong họ Araneidae.
Loài này thuộc chi Aetrocantha. Aetrocantha falkensteini được Ferdinand Karsch miêu tả năm 1879.